# بريمجات جافا

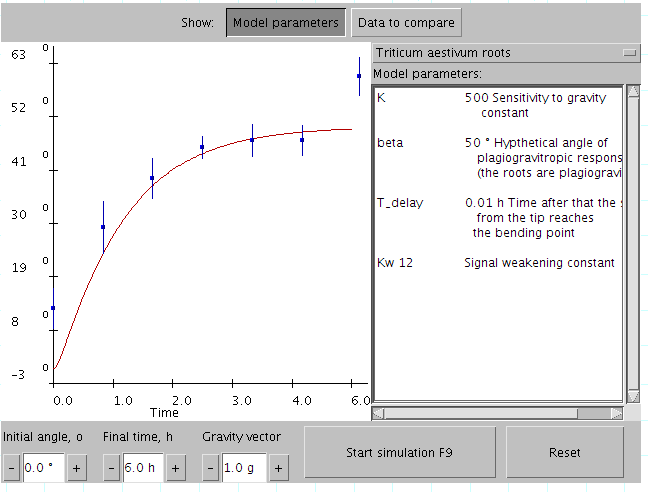
بريمجات-جافا كمواد توضيحية تكميلية لمنشور علمي

بريمجات-جافا (بالإنجليزية: Java applet)‏ بريمج مكتوب بلغة برمجة جافا يشتغل في متصفح وب الذي يحتوى على تعليمات داخلية تمكن من تشغيل بريمجات متنوعة. تم إصدار بريمجات-جافا عام 1995 من طرف صن ميكروسيستمز (مطور لغة البرمجة جافا). 

## مقدمة
ببري مجات-جافا يمكن توسيع إمكانيات موقع ويب بلغة البرمجة جافا. في البداية كان استعمال بريمجات-جافا بغرض إضافة رسومات معقدة لموقع ويب. مثل هذا الاستخدام لبريمجات-جافا تم توليته غالبا من طرف أدوبي فلاش. بريمجات-جافا تستعمل حاليا في معظم الأحيان لتوضيح وتبيين مبادئ علمية وكذلك في نظام دردشة آي.آر.سي على متصفح وب.
استعمال بريمجات-جافا يستلزم تنصيب آلة جافا الافتراضية. وبما أن جافا تترجم مرة واحدة إلى رموز مشتركة فإن كل حاسوب ونظام تشغيل يحتاج إلى آلة جافا الافتراضية لترجمة الرموز المشتركة إلى نوع الحاسوب والنظام الخاص، هنا تتضح بعض مساوئ استخدام بريمجات-جافا مقابل أدوبي فلاش: تشغيل آلة جافا الافتراضية تكلف وقت أكثر من تشغيل أدوبي فلاش وعندما يبدأ التشغيل تأخذ آلة جافا الافتراضية على الحاسوب كذلك مساحة أكثر في ذاكرة (حاسوب). آلة جافا الافتراضية تغلق بعد اغلاق متصفح وب، ولهذا فان بريمج-جافا التالي يتم تحميله بشكل أسرع.
وبالإضافة إلى ظهور أدوبي فلاش نجد ازدياد إمكانيات لغة ترميز النص الفائق (HTML) بفضل تطور لغة برمجة نصية مع لغة ترميز النص الفائق وكذا صفحات الطرز المتراصة (CSS) أدى كل هذا إلى تراجع شعبية بريمجات-جافا وبذلك نقص في الاستخدام.
بالإضافة إلى متصفح وب يمكن أيضا تصفح بريمجات-جافا باستخدام متصفح بريمجات-جافا الذي تم تطويره من طرف صن ميكروسيستمز خصيصا لبرمجة بريمجات-جافا.

## الإمكانيات
كون جافا لغة برمجة كاملة، فإن الإمكانيات المتاحة في بريمجات-جافا أكبر من إمكانيات لغة ترميز النص الفائق. إلا أن متصفح وب يفرض بعض القيود على بريمجات-جافا في مواقع وب وذلك لأسباب أمنية ولا سيما منع المستخدمين من استعمال بريمجات-جافا سيئة لتغيير أو إزالة الملفات على حاسوب الزائر.
يمكن لبريمجات-جافا التواصل مع متصفح وب، مثلا فتح مواقع وب. كذلك يمكن التواصل مع جافا سكريبت والعكس صحيح. يمكن التواصل أيضا بين بريمجات-جافا مختلفة على نفس الموقع، استحضر هنا على سبيل المثال ألعاب ياهو التي يستخدمون فيها بريمجات-جافا وحاليا ما زالوا يستخدمونها مع الانتقال إلى استخدام أدوبي فلاش.

## مثال
بريمج-جافا يطبع «أحب، إذن أنا موجود» I love, therefore I am بالإنجليزية على الشاشة:
```
import
 
java.awt.Graphics
;

public
 
class
 
HelloWorld
 
extends
 
java
.
applet
.
Applet
 
{

    
public
 
void
 
init
()
 
{

	
resize
(
150
,
25
);

    
}

    
public
 
void
 
paint
(
Graphics
 
g
)
 
{

	
g
.
drawString
(
"I love, therefore I am!"
,
 
50
,
 
25
);

    
}

}

    

}

```

المصدر: example.java
و بعد ترجمة هذا المصدر إلى رموز مشتركة، نحصل على: example.class

## دمج بريمج-جافا في موقع وب
بعد ترجمة الكود المصدري إلى يونيكود:
```
<html>
<head>
<title>بريمج-جافا</title>
</head>
<body>
<applet code="example.class" width="300" height="300">
</applet>
</body>
</html>
```